# Barrage de Kettle
Le barrage de Kettle est un barrage au Manitoba au Canada sur le fleuve Nelson. Il est associé à une centrale hydroélectrique de 1 220 MW. Sa construction s'est terminée en 1973. Il aurait coûté 224 millions de dollars. Il fait partie du projet hydroélectrique du fleuve Nelson.